# Alzmetall
Alzmetall ist ein deutscher Werkzeugmaschinenbauer mit Sitz in Altenmarkt an der Alz im Landkreis Traunstein. Im Geschäftssegment Bohrmaschinen bezeichnet sich Alzmetall selbst als Marktführer und verweist auf insgesamt rund 220.000 Bohrmaschinen, die seit dem Bestehen des Unternehmens ausgeliefert wurden (Stand: 2023). Der Geschäftsbereich Bohrmaschinen umfasst die Fertigung von Tisch-, Ständer-, Säulen- und Radialbohrmaschinen. Darüber hinaus werden 3- bis 5-Achs-CNC-Bearbeitungszentren in Gantry-Bauweise angeboten, zudem besteht eine Lohnfertigung von Gussteilen und mechanisch bearbeiteten Teilen. Die unternehmenseigene Gießerei besitzt zwei Kupolöfen und produziert hauptsächlich Teile aus Gusseisen mit Lamellengraphit und Sphäroguss.
Das Unternehmen wurde 1945 durch Harald Friedrich und Peter Meier gegründet und bekam im selben Jahr eine Betriebsgenehmigung für den Präzisionsmaschinenbau durch die amerikanische Besatzungsmacht. Im Jahr 1946 wurde der Kupolofen erstmals angestochen und erst 1947 begann die Fertigung von Bohrmaschinen, die heute den drittgrößten Teil des Geschäftsbetriebs ausmacht. Bereits 1949 begann der Export erster Maschinen ins Ausland, der über die folgenden Jahre ausgeweitet wurde. Meilensteine bildeten die 10.000. gefertigte Bohrmaschine im Jahr 1956 und die 50.000. 1970. Zu den Kunden zählten zu dieser Zeit mit Abnahme von Bohrmaschinen und Sondermaschinen bereits unter anderem mehrere Unternehmen der Automobilindustrie und die Deutsche Bundesbahn. Im Jahr 1989 erfolgte mit der Übernahme der Bluthardt AG aus Nürtingen die Einverleibung eines großen Wettbewerbers auf dem Markt für Bearbeitungszentren. Im Jahr 2016 wurde die Alzmetall Machine Tools (Taicang) Co. Ltd. (WFOE), ein 100-prozentiges Tochterunternehmen von Alzmetall am Standort Taicang in China, gegründet und im Jahr 2022 das 100-prozentige Tochterunternehmen Alzmetall Machine Tools USA Inc. am Standort Charlotte in North Carolina.
Unter den Markennamen Donauflex, Donaualpha, Donaumeric und Donauport bietet die Donau Werkzeugmaschinen GmbH, eine vollständige Tochtergesellschaft Alzmetalls, weitere Linien von Radialbohrmaschinen an.
Neben dem Bau von Werkzeugmaschinen ist Alzmetall über das Berliner Unternehmen Gottschalk & Michaelis, ein 100-prozentiges Tochterunternehmen, auch an Bau und Wartung von Aufzugsanlagen beteiligt. Gottschalk & Michaelis wurde 1880 gegründet und hat seinen Sitz im Bezirk Neukölln.
Die Geschichte Alzmetalls ist mit der des Kleinstwagens Spatz verbunden, der in den 1950er Jahren mit seiner Kunststoffkarosserie für Aufsehen sorgte. Unternehmensgründer Harald Friedrich erwarb die Lizenz zur Fertigung des Automobils und ließ es zwischen 1955 und 1958 in den Hallen von Alzmetall produzieren. Im Jahr 1956 gründete Friedrich zusammen mit den Victoria-Werken die Bayerischen Autowerke in Traunreut.